# Carcinoma de ascitis de Ehrlich
El carcinoma de ascitis de Ehrlich-Lettre (EAC por sus siglas en inglés) también conocido como célula de Ehrlich. Se estableció originalmente como un tumor de ascitis en ratones. 

## Célula de Erlich
El tumor fue cultivado in vivo, lo que se conoció como la célula de Ehrlich.[1] Después de 1948 los cultivos de Ehrlich se extendieron por los institutos de investigación de todo el mundo. La célula de Ehrlich se hizo popular porque se podía expandir por  paso in vivo. Esto la hizo útil para estudios bioquímicos que involucraban grandes cantidades de tejidos. También podía mantenerse in vitro para estudios más cuidadosamente controlados. Las técnicas de cultivo a gran escala, el paso en ratones es menos atractivo, debido a la contaminación del tumor con múltiples células inflamatorias del huésped.

## Propiedades
El EAC se conoce como carcinoma indiferenciado, y es originalmente hiperdiploide. La permeabilidad al agua es mayor al inicio de la fase S y disminuye progresivamente hasta su valor más bajo justo después de la mitosis. Los calores de activación para la permeabilidad al agua varían durante el ciclo celular, oscilando entre 9 y 14 kca/mol.